# Michelle Steinbeck

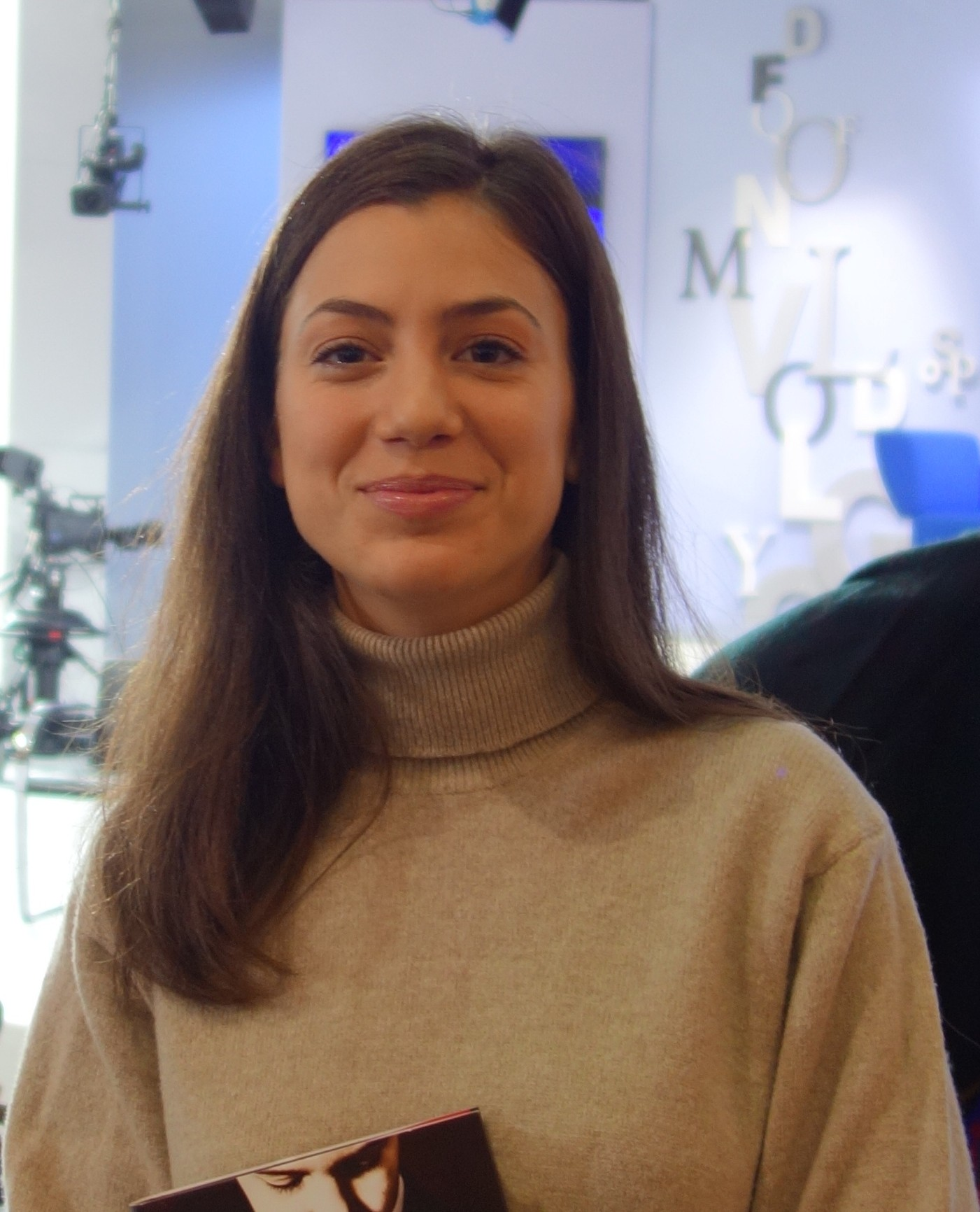
Michelle Steinbeck auf der Frankfurter Buchmesse 2016

Michelle Steinbeck (* 1990 in Lenzburg) ist eine Schweizer Schriftstellerin.

## Leben
Michelle Steinbeck wuchs in Zürich auf. Sie studierte Literarisches Schreiben am Schweizerischen Literaturinstitut in Biel. Sie arbeitete als Redakteurin der Fabrikzeitung und Veranstalterin. Erste eigene Prosa, Lyrik und Szenen veröffentlichte sie in Sammelbänden, Heften, im Rundfunk und auf Theaterbühnen. Ab 2016 war sie Ko-Kuratorin des internationalen Autorenforums Babelsprech. Seit demselben Jahr ist sie Mitglied des Vereins Autorinnen und Autoren der Schweiz. Steinbeck ist Kolumnistin bei der Schweizer Wochenzeitung WOZ.  
2016 erschien im Lenos Verlag mit Mein Vater war ein Mann an Land und im Wasser ein Walfisch ihr erster Roman. Dieser gelangte auf die Longlist des Deutschen Buchpreises und die Shortlist des Schweizer Buchpreises. Er löste bei der Kritik kontroverse Diskussionen aus. Der Roman erschien 2018 in der englischen Übersetzung von Jen Calleja beim Verlag Darf Publishers in London und 2019 in italienischer Fassung bei Tunué in Latina.
2017/18 war sie Laureatin des Istituto Svizzero di Roma. 2019 gründete Michelle Steinbeck gemeinsam mit Katja Brunner, Anaïs Meier, Gianna Molinari, Sarah Elena Müller, Tabea Steiner und Julia Weber das feministische Autorinnen-Kollektiv RAUF. 2021/22 war Steinbeck Hausautorin am Theater Basel.
2024 erschien ihr zweiter Roman, Favorita, beim Imprint park x ullstein des Ullstein Verlags. Für das Werk erhielt sie eine literarische Auszeichnung der Stadt Zürich. Wie schon ihr Erstling wurde er für den Schweizer Buchpreis nominiert. 
Nach längeren Aufenthalten in Rom, Paris und Hamburg lebt Steinbeck zurzeit in Basel.

## Werk

### Prosa
- Favorita. Roman. park x ullstein, Berlin 2024, ISBN 978-3-98816-000-3.
- Mein Vater war ein Mann an Land und im Wasser ein Walfisch. Roman. Lenos, Basel 2016, ISBN 978-3-85787-469-7.

### Lyrik
- Eingesperrte Vögel singen mehr – gedichtet und geträumt. Voland & Quist, Dresden/Leipzig 2018, ISBN 978-3-86391-213-0.